# Quenya
Vous lisez un « article de qualité » labellisé en 2010.
Cet article possède un paronyme, voir Kenya.
Le quenya (prononcé ['kʷɛnja]) ou haut-elfique est une des langues construites imaginées par le romancier et philologue J. R. R. Tolkien dans le cadre de l'élaboration des récits de la Terre du Milieu. Sa création remonte au plus tard à l'année 1915. Le vocabulaire et la grammaire de cette langue ont progressivement évolué durant la vie de leur auteur, jusqu'à atteindre une relative stabilité après la publication de son roman Le Seigneur des anneaux en 1954-1955. Tolkien s'est principalement inspiré du finnois pour l'élaboration de la langue, ainsi que du latin et du grec.
Au sein de son univers de fiction, le quenya est la langue des Elfes Vanyar et Ñoldor installés en Valinor, sur le continent d’Aman. La langue s’implanta en Terre du Milieu quand les Ñoldor s’y exilèrent ; elle cessa bientôt d’y être employée comme langue courante, mais subsista comme langue de culture et de cérémonie parmi les Elfes ainsi qu’un peuple des Hommes, les Dúnedain.
Le quenya fut conçu par Tolkien comme dérivant d'une langue originelle commune à toutes les langues elfiques qu'il imagina. C'est une langue à morphologie complexe, qui présente à la fois des traits flexionnels et agglutinants ; elle repose en grande partie sur l'emploi d'affixes, mais recourt aussi à l'alternance vocalique. Le quenya est pourvu d'une riche déclinaison et d'une conjugaison de type synthétique. Le nombre de cas et la conjugaison ont varié avec les années au cours du développement de la langue par leur auteur. Le vocabulaire est essentiellement a priori, c'est-à-dire créé indépendamment de celui des langues naturelles, mais il est en revanche apparenté à celui des autres langues elfiques imaginées par Tolkien.
Le quenya se transcrit par différents systèmes d'écriture tels que les sarati ou les tengwar.

## Histoire
En quenya comme pour les autres langues qu'inventa Tolkien, il faut distinguer deux axes chronologiques de développement :
- l'un, externe, concerne l'évolution des conceptions de la langue pendant la vie de son créateur ;
- l'autre, interne, concerne l'évolution historique de la langue à l'intérieur même du monde imaginaire dans lequel elle se parle.

### Histoire externe
J. R. R. Tolkien commença vers 1915 l'élaboration du quenya (sous l'orthographe qenya, qui subsista jusqu'au milieu des années 1940), alors qu'il était étudiant au collège d'Exeter. Il était alors déjà familier des langues germaniques anciennes comme le gotique, le vieux norrois et le vieil anglais, et s'était initié au finnois à la suite de la lecture du Kalevala, une découverte dont il fut, selon ses termes, « totalement grisé ».
Le quenya n'est pas la première langue construite qu'ait imaginée J. R. R. Tolkien, mais c'est la première dont les attestations dépassent quelques traces isolées, et celle à partir de laquelle se développa le scénario linguistique de la Terre du Milieu. À côté de l'élément purement personnel, le développement de la langue paraît avoir été d'abord infusé d'un fond germanique, avant d'être fortement influencé par le finnois, Tolkien allant jusqu'à y incorporer quasi tels quels un certain nombre de mots. Plus tard, Tolkien diminua la visibilité de cette filiation en éliminant les emprunts trop évidents, et mentionna également le latin et le grec ancien comme influences importantes.
Chronologiquement, l'invention de langues précéda chez Tolkien l'élaboration d'un monde imaginaire et de ses premiers récits : elle n'en fut pas un produit mais plutôt un des moteurs. Leur auteur devait insister sur ce point plus tard dans sa carrière : « Personne ne me croit lorsque je dis que mon long récit est un essai de création d'un monde dans lequel une forme de langage qui soit agréable à mon esthétique personnelle puisse paraître réelle. Mais c'est pourtant vrai ».
Tolkien imagina dès le départ le quenya selon les méthodes alors dominantes de la linguistique historique, en envisageant l'existence de diverses variétés, et ne tarda pas à inventer d'autres langues elfiques tout à fait distinctes mais apparentées au quenya, dérivées d'une même souche commune. La plus importante fut le gnomique, qui devait après de multiples transformations devenir le sindarin des états plus tardifs de sa mythologie.
Tolkien ne cessa jamais d'expérimenter sur ses langues inventées, et fit subir au quenya d'incessantes révisions de grammaire et de vocabulaire dont l'accumulation aboutit à de très sensibles différences entre des stades de développement différents : le qenya des années 1930, illustré par les poèmes de l'essai Un vice secret, se distingue aisément des formes plus connues du Seigneur des anneaux ou du Silmarillion. Cependant, le quenya resta toujours central dans le scénario linguistique, et son évolution fut relativement continue jusqu'à la mort de son auteur en 1973 — contrairement par exemple à celle du sindarin qui subit plusieurs remaniements fondamentaux.

### Histoire interne
Dans le cadre de son univers de fiction, le quenya est la langue des Elfes issus de deux tribus des Eldar en Valinor, sur le continent d'Aman : les Ñoldor ou Elfes Savants et les Vanyar ou Elfes Blonds, qui avaient développé deux dialectes légèrement différents. Ceux de la troisième tribu des Teleri qui s'étaient installés en Aman à Alqualondë parlaient une langue proche, le telerin.

Principales divisions des Elfes et noms de leurs premiers seigneurs (en italiques).

Le quenya descendait de l'eldarin commun, la langue des Eldar pendant leur grande marche de Cuiviénen vers le Valinor, lui-même dérivé du quendien primitif, la langue primordiale inventée par les premiers Elfes à Cuiviénen. Le quenya dérivait des formes en usage parmi les Vanyar et les Ñoldor ; la variété parlée par les anciens Teleri avait de son côté donné naissance au telerin en Aman et au sindarin en Beleriand, dans l'ouest de la Terre du Milieu. Les parlers des Nandor dérivaient également de l'eldarin commun.
Après l'exil d'une grande partie des Ñoldor en Beleriand, l'usage du quenya s'étendit en Terre du Milieu, où il développa de nouvelles particularités dialectales par rapport à l'usage d'Aman. Cependant, il finit par être supplanté dans l'usage quotidien par le sindarin, langue autochtone de Beleriand, à la fois parce que les exilés étaient minoritaires dans la population par rapport aux Elfes indigènes, les Sindar, et parce que l'usage du quenya fut proscrit par le roi Elu Thingol en tant que langue des Ñoldor, meurtriers des Teleri d'Aman gouvernés par Olwë, son frère. Dès lors, le quenya devint une langue seconde, apprise après l'enfance, une langue de culture et de cérémonie réservée aux contextes formels, une situation assez comparable au statut qu'eut longtemps le latin en Europe. Avec nombre d'autres pratiques culturelles, les Ñoldor la transmirent dans ces usages à un peuple des Hommes, les Dúnedain de Númenor puis des royaumes en exil d'Arnor et de Gondor, mais le quenya ne fut jamais parmi eux une langue courante, au contraire du sindarin.
Telles sont les conceptions finales de Tolkien. Cependant, avant la publication du Seigneur des anneaux, la situation était conçue différemment : le quenya n'était alors que la langue du premier clan des Elfes, utilisée sous une forme figée comme langue véhiculaire par l'ensemble des Elfes, tandis que le second clan, les Ñoldor, possédait sa langue propre, le noldorin, d'abord parlée en Valinor puis en Beleriand où elle s'altéra grandement. Lorsque Tolkien révisa le scénario linguistique de sa mythologie, il transforma ce noldorin et l'attribua aux Sindar, sous le nouveau nom de sindarin ; le terme de noldorin (ou ñoldorin) survécut cependant, mais comme nom du dialecte du quenya désormais pratiqué par les Ñoldor.

## Dénominations
Le quenya est désigné par un grand nombre de noms dans les écrits de Tolkien. Le mot quenya lui-même, appellation la plus courante, est un endonyme issu d'un adjectif signifiant à l'origine « elfique », qui s'est spécialisé pour désigner uniquement la langue développée par les Vanyar et Ñoldor en Valinor. Quenya est la forme propre au dialecte des Ñoldor ; dans le dialecte des Vanyar, le mot avait la forme Quendya.
La langue possède aussi des exonymes dans d'autres langues du monde imaginaire de Tolkien : Goldórin ou Goldolambe en telerin (c'est-à-dire « ñoldorin » ou « langue ñoldo », respectivement — les Teleri d'Aman étant en relation avec les Ñoldor bien plus qu'avec les Vanyar), Nimriyê en adûnaic (c'est-à-dire « langue des Nimîr », nom des Elfes en cette langue), Cweneglin ou Cwedhrin (c'est-à-dire « elfique ») en gnomique, une version des années 1915-1920 de ce qui deviendra après maints changement le sindarin.
Tolkien faisait parfois référence au quenya par son statut de langue de culture et de cérémonie : il est ainsi appelé en ses propres termes tarquesta « haut-parler, » et parmalambe « langue des livres,, », ou en traduction haut-elfique (en anglais High Elven, High Elvis) ou latin elfique (Elf-Latin, Elven-Latin),.
La langue appelée sans précision « elfique » dans Le Seigneur des anneaux n'est pas le quenya, mais plutôt le sindarin, ce dernier étant la langue vernaculaire des Elfes à l'époque du récit.
D'autres dénominations plus sporadiques en anglais sont basées sur la géographie du monde imaginaire : Valinorean (langue du Valinor), Avallonian (langue d'Avallónë), Eressean, (langue de Tol Eressëa).

## Dialectes et registres
Dès la création du quenya, Tolkien a imaginé qu'il comportait plusieurs dialectes ou registres de langue ; cette idée a perduré tout au long du développement externe de la langue, mais les divisions envisagées ont varié, en lien étroit avec les modifications apportées au scénario linguistique du monde imaginaire. En pratique cependant, Tolkien n'aborde guère les usages dialectaux qu'en termes de variation par rapport à un quenya « moyen ».
Dans le scénario linguistique final, trois à quatre formes de quenya sont à envisager :
- le vanyarin était le dialecte des Elfes Vanyar en Valinor ;
- le ñoldorin était le dialecte des Elfes Ñoldor, différent du vanyarin principalement par certains points de phonétique. Parlé d'abord en Valinor, ce dialecte fut transplanté en Terre du Milieu lorsque s'y exilèrent la plupart des Ñoldor, où il continua d'évoluer avant d'être supplanté comme langue maternelle, se figeant alors en une langue de culture parmi les Ñoldor en Terre du Milieu[23]. C'est dans ce dialecte ñoldorin exilien qu'est composé le poème Namárië[24], et le dialecte le plus généralement employé par Tolkien en l'absence de précisions ;
- le quenya classique ou livresque (en anglais Classical ou Book Quenya) était une forme écrite de la langue, préservant des usages anciens, telle que connue par les Dúnedain[23].

## Attestations

### Types de sources
De toutes les langues qu'inventa J. R. R. Tolkien, le quenya est la plus abondamment attestée. Le rôle central de la langue dans l'esprit de son auteur et la relative continuité de son développement font que la langue est globalement assez bien décrite, notamment en ce qui concerne la phonologie, la dérivation lexicale et la morphologie nominale et pronominale ; la conjugaison et la syntaxe sont plus pauvrement documentées. La profession de philologue de Tolkien transparaît dans la nette préférence qu'il accorde à la diachronie sur la synchronie et son usage intensif de la linguistique comparée. Il s'est montré très soucieux d'inventer un contexte historique plausible pour ses langues, de tous leurs aspects certainement le mieux connu.
Tolkien a laissé un nombre limité de textes en quenya, quelques grammaires (incomplètes) à des stades différents de développement externe, divers essais sur des questions plus circonscrites, plusieurs lexiques (souvent étymologiques) et un grand nombre de phrases et de remarques sur des points de langues dispersées dans ses écrits. Beaucoup de ces documents sont inachevés : construire des langues utilisables et « complètes » n'a manifestement jamais été l'objectif principal de leur auteur, qui se plaisait d'abord à envisager leur esthétique sonore et leur développement historique, ainsi que l'onomastique qu'elles lui permettaient de bâtir, en lien avec l'élaboration de son monde fictionnel. De plus, ses écrits linguistiques sont souvent peu accessibles, soit qu'ils n'aient simplement pas encore été publiés, soit en raison de la nature même de leur présentation (il s'agit en grande partie de brouillons qui n'étaient pas destinés à être lus par d'autres que lui) ou de leur écriture (les considérations linguistiques sont fréquemment imbriquées avec l'histoire de la Terre du Milieu). L'invention linguistique de Tolkien n'apparaît qu'en arrière-plan dans les fictions publiées de son vivant, et les informations sur ses langues se trouvent principalement dans ses brouillons et notes personnelles, progressivement édités dans la série Histoire de la Terre du Milieu puis dans les fanzines Parma Eldalamberon et Vinyar Tengwar, qui continuent de publier irrégulièrement des inédits.
Parmi les textes de quelque longueur, beaucoup sont des poèmes : ainsi Namárië, chanté par Galadriel dans Le Seigneur des Anneaux, les trois poèmes de l'essai Un vice secret (Nieninque, Earendel, Oilima Markirya, ce dernier en trois versions différentes), le chant de Fíriel, ou Narqelion, premier poème de Tolkien en une langue elfique. En prose, les textes longs comprennent notamment une série de traductions de prières catholiques et le texte précoce Sí qente Feanor.
Parmi les essais, les plus importants sont le « Lhammas », une histoire interne des langues de Terre du Milieu, telle que Tolkien la concevait à la fin des années 1930 ; les « Étymologies », un lexique étymologique des langues elfiques datant de la même époque ; « Quendi and Eldar », une discussion onomastique parsemée de nombreuses remarques générales ; « Words, Phrases and Passages in The Lord of the Rings », un commentaire des passages en langues inventées dans Le Seigneur des anneaux, s'ouvrant parfois sur de longues digressions. Les fragments de grammaire et de lexique compilés par Tolkien sont principalement édités dans Parma Eldalamberon tandis que Vinyar Tengwar publie plutôt des essais de moindre étendue.
La nature du matériel implique que les connaissances sur le quenya sont obtenues par ordonnancement, élucidation puis interprétation des textes, autant que par leur lecture directe ; toute présentation générale du quenya implique nécessairement un certain degré de reconstruction et peut se trouver par-là même sujette à caution.

### Exemple de texte
« Et Eärello Endorenna utúlien. Sinome maruvan ar Hildinyar tenn' Ambar-metta!

Le texte transcrit en tengwar.

De la Grande Mer en Terre du Milieu, je suis venu. En ce lieu, je me fixerai, moi et mes héritiers, jusqu'à la fin du monde ! »

Cette citation apparaît dans Le Retour du roi, livre VI, chapitre 5. Elle y est présentée comme une parole d'Elendil à son arrivée en Terre du Milieu, reprise par Aragorn lors de son couronnement comme roi de Gondor.

### Exemples de noms propres
Dans l'onomastique de l'œuvre de Tolkien, le quenya se retrouve principalement dans les noms propres associés au Valinor et aux Númenoréens. Elle comporte des mots composés ou dérivés et des locutions figées, ainsi que quelques mots simples.
Mots simplesEstë « repos » ; Indis « mariée » ; Nessa « jeune » ; Varda « exaltée » ; Voronwë « fidélité, constance »
Mots dérivésAlmaren, de almare « béatitude » ; Ancalimë, de ancalima « très brillant » ; Curumo, de curu « habileté, talent » ; Olórin, de olos, olor « rêve » ; Sauron, de saura « détestable »
Mots composésAinulindalë « musique des Ainur » ; Eldamar « demeure des Elfes » ; Helcaraxë « chaos de glaces » ; Ilúvatar « père de tout » ; Oiolossë « neige éternelle » ; Ondolindë « roc chantant » ; Turambar « maître du destin » ; Valinor « pays des Valar » ; Vingilot « fleur d'écume » ; Yavanna « donneuse de fruits »
Locutions figéesMar-nu-Falmar « demeure sous les vagues » ; Mindon Eldaliéva « tour du peuple des Elfes » ; Quenta Silmarillion « histoire des Silmarils »

## Phonétique et écriture

### Consonnes
Le quenya possède les consonnes suivantes, transcrites dans l'alphabet phonétique international (API) ; les représentations orthographiques de la transcription romanisée qu'imagina Tolkien suivent en gras.
|           | Labiale | Dentale | Alvéolaire | Palatale    | Vélaire  | Labio-vélaire  | Glottale |
| Occlusive | p b     | t d     | t d        | tʲ ty dʲ dy | k c, k g | kʷ qu, q gʷ gw |          |
| Nasale    | m       | n       | n          | nʲ ny       | ŋ ñ      | ŋʷ ñw          |          |
| Fricative | f v     | θ th, þ | s z        | ç hy, h     | x h      |                | h        |
| Spirante  |         |         |            | j y         |          | ʍ hw w         |          |
| Latérale  |         |         | l̥ hl l     |             |          |                |          |
| Roulée    |         |         | r̥ hr r     |             |          |                |          |

Remarques :
-  du strict point de vue de la phonétique articulatoire, ty, dy et ny sont plus exactement décrites comme des dentales ou alvéolaires palatalisées. La présentation adoptée fait ressortir les différents ordres de consonnes du système phonologique de la langue plus que la réalisation phonétique précise des sons individuels.

Les consonnes p, t, c, f, s, m, n, l, r peuvent être géminées, ce qui se marque par un redoublement dans la transcription romanisée.
Le quenya suit des règles phonotactiques assez contraignantes quant à la distribution des consonnes :
- les groupes de consonnes ne sont pas admis à l'initiale, un mot commence obligatoirement par une voyelle ou une unique consonne ;
- seules sont admises en finale les consonnes -t, -n, -s, -l, -r et le groupe -nt[Note 8] ;
- les consonnes ñw et ñ n'apparaissent indépendamment qu'à l'initiale ; en position médiane elles précèdent toujours une occlusive vélaire ou labiovélaire (combinaisons écrites nc, ng, nqu, ngw) ;
- les occlusives sonores n'apparaissent qu'en milieu de mot dans les (fréquentes) combinaisons mb, nd, ld, rd, ndy, ng, ngw, ainsi que lb à titre de variante de lv ;
- les autres groupes de consonnes possibles en milieu de mot sont en nombre restreint :
  1. avec nasale : mp, nt, nty, nc, nqu, mn, ns,
  2. avec liquide : lp, lt, lty, lc, lqu, lm, lv, lz, ly, lw, rp, rt, rty, rc, rqu, rm, rn, rþ / rs, rv, ry, rw,
  3. avec occlusives et fricatives sourdes : sp, st, sty, sc, squ, pt, ht[Note 9], hty, ps, ts, x (valant ks et souvent écrit ainsi),
  4. dentale + w : tw, þw / sw, nw ;
- quelques autres groupes apparaissent dans les mots composés ou à la jointure entre préfixe et radical.

Le dialecte des Ñoldor se distinguait phonétiquement de celui des Vanyar par la disparition de certains sons : z était devenu r par rhotacisme, þ était devenu s (sauf dans la maison de Fëanor) et ndy avait été simplifié en ny (notamment dans le nom même de la langue). Par ailleurs, dans le dialecte des Vanyar, le f était bilabial — phonétiquement [ɸ] — et d pouvait figurer indépendamment en milieu de mot.
Le quenya des Ñoldor en exil opéra plusieurs autres coalescences de consonnes à l'initiale : w- devint v-, les deux valeurs [x] et [h] de h- se confondirent en [h]. Au Troisième Âge, ñ- et par suite ñw- à l'initiale étaient devenus n- et nw-, et hl et probablement hr s'étaient confondus avec leurs contreparties sonores l et r.

### Voyelles
Le quenya possède dix voyelles en deux séries de cinq timbres, distinguées par la quantité ; dans l'orthographe romanisée, les voyelles longues sont marquées d'un accent aigu tandis que les voyelles brèves correspondantes n'ont pas de marque.
Il existe de plus six diphtongues, toutes sont descendantes, c'est-à-dire accentuées sur le premier élément ; sauf au Troisième Âge où iu était devenue une diphtongue montante, à second élément prédominant. Les autres combinaisons de voyelles forment hiatus.
| Degré d'aperture | Monophtongue | Monophtongue | Monophtongue | Monophtongue | Monophtongue | Monophtongue | Diphtongue | Diphtongue |
| Degré d'aperture | Antérieure   | Antérieure   | Centrale     | Centrale     | Postérieure  | Postérieure  | Diphtongue | Diphtongue |
| Degré d'aperture | brève        | longue       | brève        | longue       | brève        | longue       | en i       | en u       |
| ---------------- | ------------ | ------------ | ------------ | ------------ | ------------ | ------------ | ---------- | ---------- |
| Fermée           | i            | iː í         |              |              | u            | uː ú         | ui ui      | iu iu      |
| Mi-fermée        |              | eː é         |              |              |              | oː ó         |            |            |
| Mi-ouverte       | ɛ e          |              |              |              | ɔ o          |              | ɔi oi      | ɛu eu      |
| Ouverte          |              |              | a            | aː á         |              |              | ai ai      | au au      |

La distribution des voyelles est soumise à moins de contraintes que celle des consonnes, cependant les voyelles longues n'apparaissent généralement pas devant un groupe de consonnes. Dans le dialecte des Ñoldor en exil, elles sont également absentes de la fin de mot (sauf dans les monosyllabes), car les anciennes voyelles longues finales y ont été abrégées. Par ailleurs, tous les groupes possibles en hiatus ne sont pas tolérés ; certains sont contractés en voyelles longues ou en diphtongues (par exemple *ao devient ó).

### Accentuation
L'accentuation du quenya fait intervenir à la fois des variations d'intensité et de hauteur des sons. Il existe deux types d'accent tonique distingués par l'intonation prosodique : l'accent majeur, où la voix s'élève, et l'accent mineur, où elle redescend. Leur place est généralement prévisible et ils sont complémentaires, non en opposition : ce n'est pas un système tonal.
La place de l'accent majeur est déterminée selon des règles semblables à celles du latin. Les dissyllabes sont accentués sur la première syllabe ; pour les mots de plus de deux syllabes, la place de l'accent dépend de la quantité syllabique de la pénultième (avant-dernière syllabe) :
- si la pénultième est longue (ce qui est le cas si elle comporte une voyelle longue, une diphtongue, ou une voyelle brève suivie d'un groupe de consonnes[Note 11] ou d'une géminée), alors l'accent tonique porte dessus ; le mot est paroxyton. Ex : Elentári, Anairë, Isildur, Oiolossë ;
- si la pénultième est brève, alors l'accent tonique porte sur l'antépénultième (la troisième syllabe en partant de la fin du mot) : le mot est proparoxyton. Ex : Oromë, Eldamar, Valinor, Anárion.

L'accent mineur tombe régulièrement sur la syllabe initiale, sauf si elle est brève et immédiatement suivie d'une syllabe portant l'accent majeur en vertu des règles précédentes, ou qu'elle porte déjà elle-même l'accent majeur. Il faut ajouter à ce système un accent secondaire d'intensité sur la finale des proparoxytons.
Il existe aussi quelques mots atones (par exemple l'article i) qui fonctionnent comme des clitiques.

### Écriture

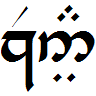
Le mot quenya en tengwar.

Dans l'histoire du monde imaginé par Tolkien, le quenya fut la première des langues à être mise à l'écrit, au moyen de deux systèmes d'écriture : les sarati, ou lettres de Rúmil, et les tengwar, ou lettres de Fëanor. Ces derniers étaient les plus répandus et s'imposèrent en Terre du Milieu après l'exil des Ñoldor.
La transcription romanisée présente une correspondance régulière entre sons et graphèmes et permet d'en déduire la prononciation. Il existe cependant un certain nombre de variantes graphiques et de cas particuliers :
- Tolkien a longtemps transcrit k, q et ks les sons [k], [kʷ] et [ks], avant d'en latiniser l'orthographe en c, qu et x à la publication du Seigneur des anneaux. Cependant, ses écrits tardifs continuent souvent d'employer k et ks ;
- le son [θ] est indifféremment transcrit th ou þ ;
- la nasale vélaire [ŋ] est écrite ñ lorsqu'elle est indépendante, mais en combinaison n est généralement employé (sans créer d'ambiguïté, du fait des restrictions dans la distribution des consonnes) ;
- la lettre h représente [h] à l'initiale mais [x] entre voyelles (dans le dialecte des Ñoldor en exil, qui est celui généralement transcrit). Le groupe ht se prononce [xt] après les voyelles postérieures a, o, u, [çt] après les voyelles antérieures e, i ; de même pour hty ;
- les voyelles longues sont occasionnellement marquées d'un macron plutôt que d'un accent aigu ;
- Tolkien a souvent employé le tréma, notamment dans les textes publiés de son vivant, pour préciser que deux voyelles forment hiatus, ou sur un e final pour préciser qu'il n'est pas muet. Ce n'est toutefois qu'une commodité et l'emploi n'en est ni indispensable ni constant.

## Grammaire
Par sa typologie morphologique, le quenya est une langue fortement synthétique, ce qui signifie que ses morphèmes y apparaissent le plus souvent combinés en mots de structure complexe. Il se rapproche des langues agglutinantes par sa tendance à concaténer sans les modifier des morphèmes chacun porteur d'un trait lexical distinct : en témoignent des formes comme súmaryasse « en son sein » (súma-rya-sse [sein-son-locatif]) ou laituvalmet « nous les glorifierons » (lait-uva-lme-t [glorifier-futur-nous-eux]). Toutefois, les limites entre morphèmes sont assez souvent brouillées par diverses altérations phonétiques ; et le quenya emploie également des procédés de flexion interne (allongement de voyelle ou de consonne radicale, emploi d'infixes) qui modifient la structure même de ses radicaux, avec des effets de sens variés. Par ces traits, le quenya relève plutôt du type flexionnel.
Dans le texte qui suit, le signe # précède un mot attesté chez Tolkien, mais seulement en combinaison avec d'autres éléments, tandis que le signe * précède une forme reconstruite.

### Nom
Le nom quenya est variable en nombre et en cas. Il n'existe pas de genre grammatical, mais des distinctions de sexe peuvent s'exprimer dans le lexique (ex. melindo « amant » / melisse « amante »).
Le quenya distingue quatre nombres :
- le singulier, caractérisé par l'absence de marque (cirya « navire ») ;
- le duel indique une paire naturelle, un couple cohérent (ciryat « un couple de navires »[42],[Note 12]). Il est marqué par les éléments t et u ;
- le pluriel général indique la classe entière des éléments dénotés par le nom, ou un ensemble de ces éléments précédemment défini ([i] ciryar « [les] navires »). Il est marqué par les éléments r, i et n ;
- le pluriel partitif indiquant un sous-ensemble de la classe des éléments dénotés par le nom ; il est également lié à l'expression de la multitude (ciryali « des navires » / « beaucoup de navires »). Il est marqué par l'élément li[43].

Tolkien semble avoir modifié au fil du temps la distinction sémantique entre les deux pluriels : les premiers états de la langue présentent fréquemment des pluriels en li qu'il remplaça plus tard par des pluriels en r (par exemple le nom de clan Noldoli se retrouve plus tard sous la forme Ñoldor).
La déclinaison a varié avec le temps quant au nombre et à la forme de ses cas. Dans les années 1960, Tolkien indiquait dix cas :
- le nominatif, cas du sujet et forme « par défaut » non marquée ;
- l'accusatif, cas du complément d'objet direct. Ce cas avait disparu dans le dialecte des Ñoldor en exil, remplacé par le nominatif ;
- le génitif, exprimant l'origine, utilisé plus largement pour le complément du nom et dans un sens partitif ;
- le possessif ou adjectival, exprimant la possession ou la matière ;
- le datif, cas du complément d'objet indirect ;
- l'instrumental, exprimant le moyen, l'agent, l'instrument ;
- l'allatif, exprimant le lieu où l'on va ;
- le locatif, exprimant le lieu où l'on est ;
- l'ablatif, exprimant le lieu d'où l'on vient ;
- un « cas mystère » non nommé, peu attesté et de fonction incertaine[Note 14].

À titre d'exemple, la déclinaison de cirya dans ce système, pour les huit cas bien attestés dans le dialecte des Ñoldor en exil, peut se déduire ainsi.
| Cas          | Singulier | Duel      | Pluriel général       | Pluriel partitif |
| Nominatif    | cirya     | ciryat    | ciryar                | ciryali          |
| Génitif      | ciryo     | ciryato   | ciryaron              | ciryalion        |
| Possessif    | ciryava   | ciryatwa  | ciryaiva              | ciryalíva        |
| Datif        | ciryan    | ciryant   | ciryain               | ciryalin         |
| Instrumental | ciryanen  | ciryanten | ciryainen             | ciryalínen       |
| Allatif      | ciryanna  | ciryanta  | ciryannar             | ciryalinna(r)    |
| Locatif      | ciryasse  | ciryatse  | ciryassen             | ciryalisse(n)    |
| Ablatif      | ciryallo  | ciryalto  | ciryallon / ciryallor | ciryalillo(r)    |

Remarques :
- les formes du « cas mystère » sont ciryas au singulier, ciryais au pluriel général et ciryalis au pluriel partitif. Le duel n'est pas attesté.

Contrairement au latin ou au grec ancien, mais comme en finnois, les marques de cas sont globalement semblables quel que soit le nom considéré et son thème morphologique. Toutefois, le pluriel général a deux désinences de nominatif possibles (en -i pour les thèmes terminés par une consonne et la majorité de ceux terminés par un e, en -r dans les autres cas : sg. cirya ~ pl. ciryar mais sg. elen « étoile » ~ pl. eleni) ; et le duel prend des formes en t ou en u selon la forme du thème (sg. cirya ~ duel ciryat mais hen « œil » ~ duel #hendu « (les) deux yeux »).
De plus, la déclinaison peut se compliquer de quelques irrégularités : pour certains mots, les désinences s'ajoutent à un thème différent du nominatif singulier (ex. : nom. sg. filit) « petit oiseau » ~ nom. pl. filici, nom. sg. feren « hêtre » ~ nom. pl. ferni, nom. sg. peltas « pivot » ~ nom. pl. peltaxi, nom. sg. ranco « bras » ~ nom. pl. ranqui, nom. sg. líre « chant » ~ ins. sg. lírinen) ; des altérations phonétiques peuvent se produire à la jointure entre thème et désinence (ex. nom. sg. Númen « Ouest » ~ loc. sg. #Númesse, nom. sg. Rómen « Est » ~ abl. sg. Rómello).

### Adjectif
L'adjectif qualificatif quenya est variable en nombre et possède des formes de singulier et de pluriel. Il se termine généralement par les terminaisons -a, -ea ou -e, plus rarement par une consonne. Tolkien a plusieurs fois modifié la façon de construire les pluriels, oscillant entre des pluriels en -r pareils à ceux des noms et des formes distinctes. Dans le développement tardif de la langue, les adjectifs en -a, -ea et -e font ainsi des pluriels en -e, -ie, -i.
L'adjectif peut être librement substantivé, auquel cas il se fléchit comme un nom et en reçoit les marques de nombre et de cas. Certains noms propres des récits de Tolkien sont formés de cette façon : Vanyar « les Blonds », Sindar « les Gris », Fírimar « les Mortels ». Le mot quenya lui-même est un adjectif substantivé signifiant à l'origine « elfique ».
Les adjectifs varient aussi en degré de comparaison, mais la façon les degrés se marquaient dans la flexion n'a pas été stable dans les conceptions de Tolkien. Il imagina d'abord un système où les comparatifs de supériorité et d'infériorité étaient exprimés par des suffixes, les superlatifs en dérivant par ajout de l'article, tandis que des intensifs, augmentatifs et diminutifs s'exprimaient par divers préfixes, suffixes et particules. Plus tard, il s'orienta vers un système plus simple à base de préfixes : par exemple calima « brillant » forme l'intensif ancalima « très brillant » et le superlatif arcalima « le plus brillant ».

### Marques personnelles
En quenya, la personne s'exprime le plus souvent par des suffixes, quoiqu'il existe aussi des formes autonomes de pronom personnel. Le système est assez complexe : il distingue trois nombres (singulier, duel et pluriel), oppose à la 1re personne du duel et du pluriel un « nous » exclusif et inclusif, selon que le groupe en question comprend ou non l'interlocuteur, et fait des distinctions de politesse à la 2e personne. Cependant, si la présence de ces distinctions fut un élément stable dans les conceptions de Tolkien, la forme phonétique même sous laquelle elles s'exprimaient fut un des éléments qu'il révisa le plus souvent, en particulier les formes de 1re et de 2e personnes du duel et du pluriel. À titre d'illustration, le tableau qui suit synthétise deux sources écrites vers 1968-1969 ; il n'est pas représentatif d'autres états externes de développement du système pronominal quenya.
| Personne                   | Suffixe personnel      | Pronom indépendant              | Suffixe possessif |
| 1re pers. sg.              | -nye, -n               | ní                              | -(i)nya           |
| 2e pers. sg. (familière)   | -tye                   | tyé                             | -tya              |
| 2e pers. sg. (polie)       | -lye, -l               | lyé                             | -lya              |
| 3e pers. sg.               | -se, -s                | sé (personne) sá (non-personne) | -rya (< -zya)     |
| Impersonnel sg.            | -                      | -                               | -ya               |
| 1re pers. pl. (inclusive)  | -lve (< -lwe)          | vé (< wé)                       | -lva (< -lwa)     |
| 1re pers. pl. (exclusive)  | -lme                   | mé                              | -lma              |
| 2e pers. pl.               | -lde                   | lé                              | -lda              |
| 3e pers. pl.               | -lte / -nte            | té                              | -lta / -ntya      |
| Impersonnel pl.            | -r                     | -                               | -rya              |
| 1re pers. duel (inclusive) | -ngwe / -ince / -inque | wet                             | -ngwa             |
| 1re pers. duel (exclusive) | -mme                   | met                             | -mma              |
| 2e pers. duel              | -ste                   | tyet / let                      | -sta              |
| 3e pers. duel              | -ste / -tte, -t        | tú                              | -sta              |
| Impersonnel duel           | -t                     | --                              | -twa              |

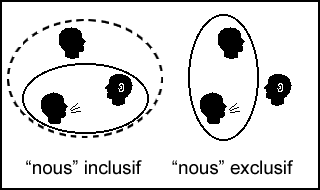
Schéma des deux « nous » du quenya. Dans chacun des deux cas, le personnage en bas à gauche représente le locuteur, celui en bas à droite l'interlocuteur, celui en haut un tiers.

Les suffixes personnels s'ajoutent au verbe conjugué en tant que sujet (maruvan « je demeurerai », firuvamme « nous mourons »), plus rarement objet quand le sujet est exprimé par ailleurs (emme apsenet « nous les pardonnons ») ; un suffixe objet peut aussi s'ajouter après le suffixe sujet (utúvie/nye/s « je l'ai trouvé », laituva/lme/t « nous les glorifierons »). Les marques impersonnelles s'emploient lorsque le sujet est déjà exprimé par un nom ou un pronom personnel indépendant (avec un effet emphatique) : d'où par exemple un contraste entre hiruvalye / elye hiruva pour « vous (sg.) trouverez ».
Les suffixes possessifs s'ajoutent au nom pour former une base susceptible de prendre la flexion nominale en cas et en nombre : tielyanna « sur ta route », súmaryasse « en son sein ». Tolkien a cependant parfois employé l'ordre inverse, le possessif se plaçant après la marque de nombre et de cas.
Une forme spéciale d'infinitif accepte également ces suffixes ; il est ainsi possible d'en indiquer l'objet par un suffixe personnel (karitas « le faire »), le sujet par un suffixe possessif (karitalya « que vous fassiez », littéralement « votre faire »), et de combiner les deux (karita/lya/s « que vous le fassiez », littéralement « votre le faire »).
Les pronoms personnels indépendants s'emploient pour insister — voir plus haut — ou comme support des marques de cas (ex. au datif nin « à moi », emmen « à nous »). Ils ont tendance à s'amalgamer aux particules de phrase, telles que les prépositions (ex. aselye « avec vous ») ou les particules modales (ex. ámen apsene úcaremmar « pardonne-nous nos offenses », où á est une particule d'impératif). Il y a quelques traces de possessifs indépendants (ex. menya « nôtre »).
Bien que ce système à suffixes soit dominant dans les attestations du quenya, Tolkien a expérimenté des systèmes où les marques personnelles se préfixaient au verbe ou au nom.

### Verbe
Les verbes du quenya se répartissent pour l'essentiel en deux grandes classes : les verbes forts ou basiques directement tirés d'une racine, généralement terminés par une consonne (ex. car- « faire », cen- « voir », not- « compter », sil- « briller », #tuv- « trouver ») et les verbes faibles ou dérivés au moyen d'un suffixe terminé en -a- (ex. anta- « donner », harna- « blesser », ora- « presser », tulta- « mander, convoquer », ulya- « verser »).
Le quenya peut donner à certains verbes un sens fréquentatif, avec pour effet de prolonger ou d'atténuer le sens de départ, par redoublement partiel ou total de leur radical : fir- « mourir, s'effacer » → fifíru- « s'estomper », talta- « pencher, glisser, s'effondrer » → taltatalta- « s'effondrer et s'écrouler ».
La flexion verbale comporte les distinctions suivantes, de nature principalement temporelle ; elles s'expriment par diverses modifications du radical (allongement de la voyelle du radical, ajout d'un infixe en consonne nasale, préfixation d'un augment semblable à la voyelle du radical) et par des suffixes :
- l'aoriste[Note 16] décrit un processus sans considération du moment où il a lieu, souvent avec la valeur d'un présent (« temps zéro ») ;
- le présent décrit un processus en cours de déroulement ;
- le passé décrit un processus antérieur au moment présent ;
- le parfait décrit un processus achevé considéré dans ses effets présents ;
- le futur décrit un processus postérieur au moment présent.

Le verbe quenya ne marque pas directement par lui-même le nombre et la personne, mais ces catégories sont exprimées par les suffixes personnels qui viennent s'y ajouter. Lorsque le sujet est déjà exprimé par un nom ou un pronom personnel indépendant, le verbe prend des marques dites impersonnelles qui n'indiquent que le nombre (pas de marque au singulier, -t au duel et -r au pluriel).
Le tableau ci-dessous illustre quelques formes de la conjugaison quenya :
|         | Verbes forts / basiques | Verbes forts / basiques | Verbes forts / basiques       | Verbes forts / basiques       | Verbes faibles / dérivés | Verbes faibles / dérivés | Verbes faibles / dérivés       | Verbes faibles / dérivés |
| Radical | tul-, « venir »         | quet-, « dire, parler » | kes- « rechercher, examiner » | talt- « pencher, s'incliner » | henta- « scruter »       | ista- « savoir »         | nahta- « confiner, oppresser » | melya- « aimer »         |
| Aoriste | tule                    | quete                   | kese                          | #talte                        | henta                    | ista                     | nahta                          | melya                    |
| Présent | *túla                   | quéta                   | *késa                         | talta                         | hentea                   | istea                    | nahtea                         | melyea                   |
| Passé   | túle                    | quente                  | kense                         | talante                       | hentane                  | sinte                    | nakante                        | melenye                  |
| Parfait | #utúlie                 | *equétie                | *ekésie                       | ataltie                       | ehentanie                | isintie, ísie            | anaktane, anahtie              | emélie                   |
| Futur   | tuluva                  | *quetuva                | *kesuva                       | *taltuva                      | hentuva                  | istuva, isuva            | nahtuva, nakuva                | meluva                   |

La catégorie du mode tend à s'exprimer par des particules :
- a ou á pour l'impératif (ex. a laita te « louangeons-les », á hyame rámen « priez pour nous ») ;
- na ou nai pour l'optatif (ex. na aire esselya « que ton nom soit sanctifié », nai tiruvantes « puissent-ils le garder ») ;
- ké pour le potentiel (ex. alaisaila ké nauva « [ce] pourrait être imprudent »).

Il existe toutefois quelques traces d'une forme verbale exprimant le but, qui pourrait être une sorte de subjonctif.
Le verbe quenya comporte aussi plusieurs formes nominales :
- deux infinitifs, court et long (ex. kar- « faire » → infinitif court kare, infinitif long karita) ; le second permet de préciser un sujet et un objet en s’adjoignant des suffixes personnels, comme vu plus haut ;
- un gérondif déclinable (ex. enyal- « rappeler, commémorer » → gérondif datif enyalien [enyal-ie-n] « pour rappeler ») ;
- divers participes : en -la, de sens présent actif (ex. falasta- « écumer » → falastala « écumant »[61]) ; en -(i)na, de sens passé passif (ex. ruc- « briser » → rúcina « brisé »[61]) ; en -nwa, de sens passé, passif pour les verbes transitifs (ex. kar- « faire » → karinwa « fait »[62]) mais actif pour les intransitifs (ex. auta- « partir » → vanwa « parti »[63],[64]).

### Syntaxe
La syntaxe est le domaine le moins connu des langues de Tolkien, faute d'un nombre de textes suffisant pour pouvoir l'étudier — et ceux-ci sont souvent des poèmes, susceptibles par-là de faire usage d'une syntaxe inhabituelle par concession au mètre. Le quenya est cependant la langue inventée de Tolkien qui dispose du plus de textes disponibles ; une partie de sa syntaxe peut être décrite, quoique incomplètement.
L'ordre des constituants principaux de la phrase paraît avoir été relativement souple, d’assez nombreux arrangements sont attestés. Tolkien indique dans une source que l’ordre préférentiel était à l’origine verbe-sujet-objet, puis évolua vers sujet-verbe-objet.
Dans le groupe nominal, il existe un article défini invariable, i, qui précède le nom auquel il se rattache ; son emploi est sensiblement plus restreint qu'en français. Il n'existe pas en revanche d'article indéfini ou partitif. Le quenya est assez riche en adjectifs démonstratifs : sina pour la proximité, tana, enta et yana pour différents types d'éloignement. Leur emploi est mal attesté ; un exemple tardif les montre placés après le nom qu'ils spécifient : vanda sina « ce serment ». L'adjectif épithète tend à s'accorder en nombre avec le nom auquel il se rapporte (il existe cependant des contre-exemples), et se place librement par rapport à celui-ci. Les fonctions des groupes nominaux sont en grande partie indiquées par les cas, mais également par diverses prépositions (ex. mi oromardi « dans les hautes salles ») ou postpositions (ex. Andúne pella « au-delà de l'Ouest »). Lorsque plusieurs substantifs juxtaposés se suivent au même cas, seul le dernier en prend la marque flexionnelle, les autres restent au nominatif qui sert de cas « par défaut » (ex. Namna Finwe Míriello « Loi de Finwë et Míriel » où seul Míriel est au génitif). De même, un adjectif suivant un nom peut prendre sa marque de cas (ex. isilme ilcalasse « dans la lumière de la lune [isilme] luisante ») ; cependant, la marque de cas peut aussi rester liée au nom (ex. ondolisse morne « sur de nombreux rocs [ondo = roc] noirs »).
Le quenya possède différentes manières d'exprimer le complément du nom : outre l'emploi contrastif des cas possessif (pour le possesseur : róma Oromeva « un cor d'Oromë [qu'il possède] ») et génitif (pour l'origine : róma Oromeo « un cor d'Oromë [qu'il a fait] »), il peut s'exprimer par simple juxtaposition (Orome róma ou róma Orome) ou par juxtaposition avec ajout d'un pronom possessif suffixé au possédé (koarya Olwe « la maison d'Olwë », littéralement « maison-sa Olwë »).
Comme indiqué plus haut, les verbes peuvent s'adjoindre des suffixes personnels indiquant le sujet ainsi que l'objet ; lorsque le sujet est exprimé indépendamment par un groupe nominal ou un pronom personnel indépendant, ils prennent des terminaisons impersonnelles qui indiquent seulement le nombre.
Dans la phase tardive de son développement par Tolkien, le quenya distingue deux types de verbe « être » : ea  indique l’existence et la position (i or ilye mahalmar ea « qui est au-dessus de tous les trônes »), tandis que ná est une copule sans contenu sémantique liant le sujet et son attribut (Sí vanwa ná (…) Valimar! « Perdu désormais est Valimar ! »). Les deux sont susceptibles d’être élidés, produisant une phrase nominale : i Héru aselye  « le Seigneur est avec vous », Eldar attaformaiti « les Elfes sont / étaient ambidextres ». D’autres formes sont attestées pour des stades antérieurs.
Tolkien a plus d'une fois modifié ses idées sur la négation. Elle apparaît s'exprimer en partie par des préfixes ou des particules — dont il a souvent varié la forme — et en partie par des verbes auxiliaires négatifs qui s'attachent les suffixes personnels : uan care, carne, cára, caruva « je ne fais pas, ne fis pas, ne suis pas en train de faire, ne ferai pas ». Le quenya apparaît faire une différence par la forme entre diverses modalités de négation. Le contraste est visible dans l'emploi différentiel des préfixes négatifs : ala- exprime la contradiction (alasaila « imprudent »), ava- le refus (avaquétima « qu'il ne faut pas dire ») et ú l'impossibilité (úquétima « impossible à dire, indicible »). Il existe de même plusieurs auxiliaires négatifs de modalités distinctes : Tolkien oppose par exemple uan caruva « je ne ferai pas (ainsi vois-je l'avenir) » et ván caruva « je ne ferai pas (je n'en ai pas l'intention) ».
L'interrogation est mal connue ; cependant, plusieurs interrogatifs sont attestés, formés sur une base ma- : man « qui », mana « quoi », manen « comment ».
En ce qui concerne la phrase complexe, bon nombre de conjonctions sont attestées (leurs formes sont assez instables dans les conceptions de Tolkien), par exemple pour la coordination : ar(e) « et », hya « ou », an « car », tá « alors », sin « ainsi », mal « mais », ná(n) « mais, au contraire, en revanche », ananta « pourtant », potai, epetai ou etta « par conséquent » ; pour la subordination : i « que » (introduisant une complétive), ké ou qui « si », írë ou yá « quand », pan « puisque, comme », ve « comme, de même que ». La proposition subordonnée relative est également connue ; elle est introduite soit par une particule invariable i semblable à l'article (ex. i or ilye mahalmar ea « qui est au-dessus de tous les trônes »), soit par un pronom relatif déclinable, qui possède une forme pour les personnes (ye, au pluriel i : ex. yello / illon camnelyes « de qui vous [sg. / pl.] le reçûtes ») et une pour les non-personnes (ya : ex. yassen tintilar i eleni « où tremblent les étoiles »).

## Vocabulaire

### Formation des mots
Le lexique quenya comporte un grand nombre de mots formés par flexion interne d'une racine primitive, souvent combinée à l'ajout d'une voyelle finale. Les méthodes observées sont : 
- la préfixation de la voyelle radicale : ex. estel « espoir », de la racine STEL « tenir ferme » ; Isil « Lune » de la racine THIL « luire » ;
- la préfixation de la voyelle radicale combinée à sa suppression en milieu de mot : ex. anca « mâchoire », de la racine NAK « mordre » ; ohta « guerre », de la racine KOT « se quereller » ;
- l'allongement de la voyelle radicale : ex. síre « rivière », de la racine SIR « couler » ; cáno « commandant », de la racine KAN « appeler » ;
- l'infixation d'un a : ex. taura « puissant, vaste », de la racine TUR « dominer, maîtriser » ; maica « aigu, perçant », de la racine MIK « percer » ;
- l'infixation d'un i : ex. maita « affamé », de la racine MAT « manger » ; soica « assoiffé », de la racine SOK « lamper » ;
- l'infixation d'une consonne nasale : ex. lanca « gorge », de la racine LAK « avaler » ; ronyo « chien de chasse », de la racine ROY « chasser » ;
- la gémination d'une consonne : ex. rocco « cheval », de la racine ROK « cheval » ; quetta « mot », de la racine KWET « parler, dire » ;
- le renforcement d'une consonne nasale ou liquide par une occlusive sonore : ex. culda « rouge-doré, couleur feu », de la racine KUL « couleur dorée » ; rimba « fréquent, nombreux », de la racine RIM « grand nombre ».

La dérivation lexicale fait également intervenir de nombreux préfixes (ex. esse « nom » > epesse « surnom », mar- « rester, demeurer » > termar- « perdurer », vanimo « belle personne » > úvanimo « monstre ») et suffixes (ex. alcar « gloire » > alcarinqua « glorieux », cirya « navire » > ciryamo « marin », tul- « venir » > tulta- « mander »), qui peuvent s'employer simultanément en parasynthèse (ex. lasse « feuille » > olassie « feuillage », tul- « venir » > entulesse « retour »).
La composition nominale est souvent employée en quenya, en particulier dans la formation des noms propres. L'agencement des éléments peut varier :
- le plus souvent, le déterminant vient avant le déterminé : ex. menel « ciel » + tarma « pilier » > Meneltarma « Pilier des cieux », alqua « cygne » + londe « port » > Alqualonde « Port des cygnes » ;
- mais l'inverse peut aussi se rencontrer, quoique bien plus rarement : ex. fea « esprit » + nár « feu » > Feanáro « Esprit de feu » ; heru « seigneur » + númen « ouest » > Herunúmen « Seigneur de l'Ouest ».

Le second élément des mots composés est fréquemment modifié (souvent par abréviation) par rapport à la forme indépendante ; certains termes sont souvent, voire essentiellement, attestés ainsi et ont presque un rôle de suffixe : -(n)dil « ami » (forme indépendante nildo), ex. Eärendil « Ami de la Mer » ; -(n)dur « serviteur » (forme indépendante inconnue), ex. Isildur « Dévoué à la Lune » ; -nor « pays » (forme indépendante nóre), ex. Númenor « Pays de l'Ouest » ; -os « citadelle, ville » (forme indépendante osto), ex. Formenos « Citadelle du Nord », etc.

### Liens avec d'autres langues
Le vocabulaire du quenya fut conçu par Tolkien de façon pseudo-historique à partir de racines communes à toutes les langues elfiques qu'il imagina, et d'où il tira notamment aussi les mots du sindarin. Cependant, la parenté entre les deux langues est souvent peu apparente du fait de différences considérables dans leur évolution phonétique. D'autre part, leur auteur a rendu sensible leur séparation historique (d'un point de vue interne) en introduisant des divergences dans la sémantique de mots apparentés et les procédés de dérivation lexicale. Quelques exemples pour illustrer l'éventail des possibilités :
- la parenté est manifeste dans certains mots, peu différents voire identiques entre les deux langues : Q aran / S aran « roi », Q curwe / S curu « talent, habileté », Q osto / S ost « ville, citadelle », Q taure / S taur « forêt », Q tir- / S tir- « (re)garder » ;
- beaucoup de correspondances sont cependant bien moins évidentes : Q umbar / S amarth « destin », Q tyelpe[Note 21] / S celeb « argent (métal) », Q lóme / S dû « nuit, obscurité », Q alda / S galadh « arbre », Q quet- / S ped- « dire, parler » ;
- pour certains termes, le sens aussi a divergé : Q #arata « exalté, suprême » / S arod « noble », Q calina « clair, brillant » / S calen « vert », Q áya « crainte révérencielle » / S goe « terreur », Q ñóle « connaissance profonde, longue étude, science » / S gûl « sorcellerie », Q orto « cime d'une montagne » / S orod « montagne » ;
- assez souvent la racine est commune, mais les langues ont utilisé des procédés de dérivation lexicale différents : Q aranie / S arnad « règne », Q formen / S forod « nord ». Les mots sindarins, plus érodés par l'évolution phonétique, ont souvent été rallongés d'affixes absents en quenya : Q cala / S calad « lumière », Q istar / S ithron « magicien », Q cuivie / S echui « éveil » ;
- enfin, certaines notions sont désignées par des mots entièrement différents : Q hilya- / S aphad- « suivre », Q alta / S beleg « grand, imposant », Q laita- / S egleria- « glorifier, louer », Q esse / S eneth « nom », Q lie / S gwaith « peuple ».

Plus tard (en interne), le contact renouvelé entre les Sindar et les Ñoldor en exil a entraîné une série d'emprunts lexicaux réciproques :
- du quenya au sindarin, ex. Q tecil > S tegil « plume (pour écrire) » ;
- du sindarin au quenya, ex. S certh > Q certa « rune ».

On retrouve aussi de nombreux phénomènes de calque, notamment dans l'onomastique : bon nombre de personnages et de lieux ont un nom en quenya et un en sindarin dont le sens et la forme se correspondent plus ou moins exactement (ex. Q Altariel / S Galadriel « jeune fille couronnée d'une guirlande radieuse »).
Au contact des Valar et des Maiar en Valinor, le quenya a emprunté certains mots à leur langue, le valarin, en les adaptant à sa phonétique. Par exemple, les mots quenya indil « lis, grande fleur isolée », mahalma « trône », miruvóre « vin cordial, hydromel » proviennent du valarin iniðil, maχallām, mirubhōzē-. Certains noms propres sont aussi d'origine valarine, par exemple Aulë, Manwë, Oromë, Ossë, Tulkas, Ulmo.
Le quenya exilien des Ñoldor a aussi emprunté quelques mots aux autres langues de la Terre du Milieu : par exemple Casar « Nain » provient du khuzdul (la langue des Nains) Khazâd.

### Quelques mots de base
| Mot             | Traduction   | Prononciation      | Équivalent sindarin |
| --------------- | ------------ | ------------------ | ------------------- |
| terre           | ambar, cemen | ['ambar], ['kɛmɛn] | amar, ceven         |
| ciel            | menel        | ['mɛnɛl]           | menel               |
| eau             | nén          | ['neːn]            | nen                 |
| feu             | nár          | ['naːr]            | naur                |
| homme (mâle)    | nér          | ['neːr]            | benn                |
| femme (femelle) | nís          | ['niːs]            | bess                |
| manger          | mat-         | ['mat-]            | mad-                |
| boire           | suc-         | ['suk-]            | sog-                |
| grand           | alta, halla  | ['alta], ['halːa]  | beleg, daer         |
| petit           | pitya, titta | ['pitʲa], ['titːa] | niben, tithen       |
| nuit            | lóme         | ['loːmɛ]           | dû                  |
| jour            | aure, ré     | ['au ̯rɛ], ['reː]   | aur                 |

## Usage après Tolkien

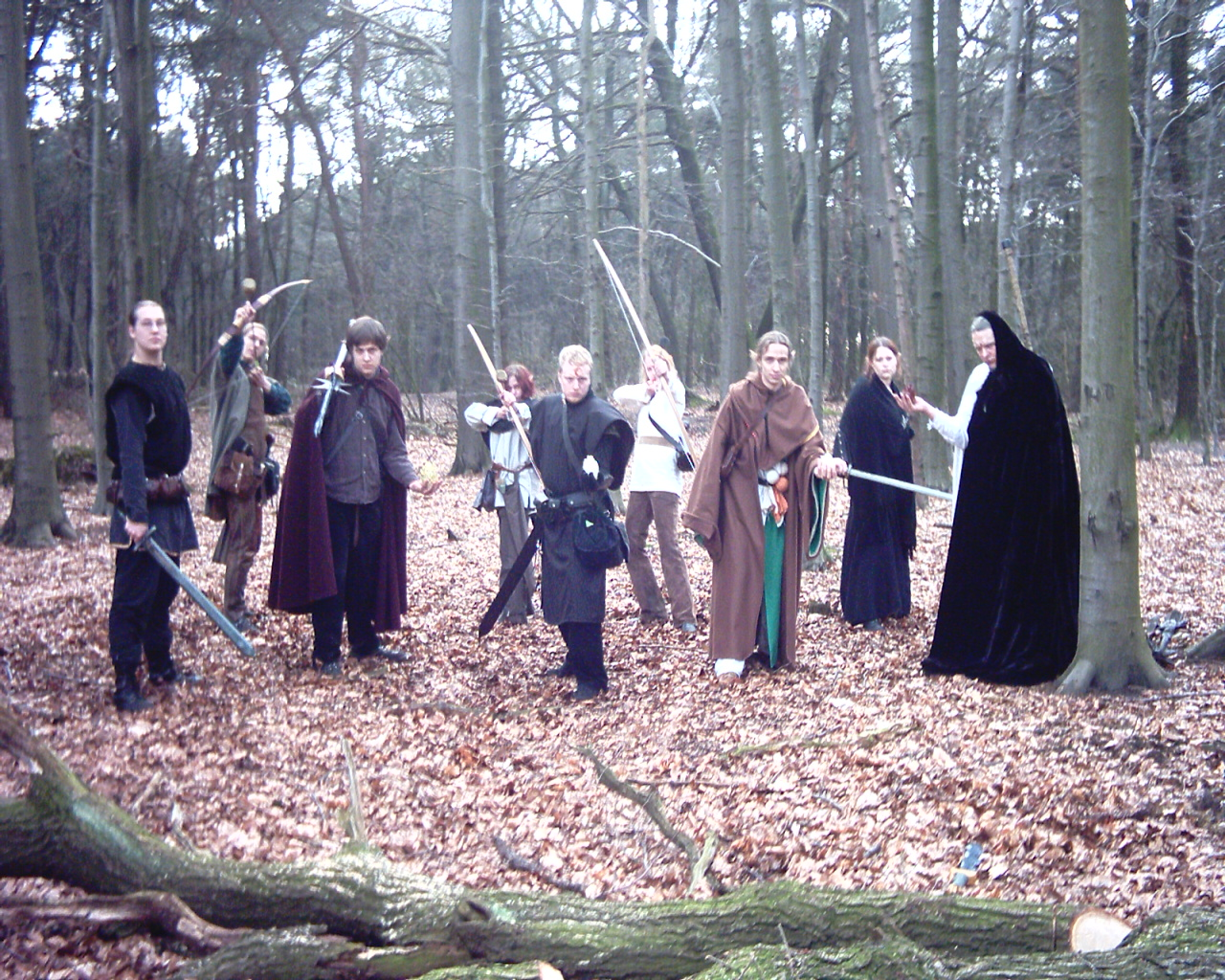
Participants à un jeu de rôle grandeur nature.

Bien que certains points restent obscurs, la grammaire et le vocabulaire du quenya sont assez bien attestés pour permettre d'y former des phrases. Certains passionnés s'essaient à composer des textes dans cette langue, sous des formes plus ou moins conjecturales, phénomène qui s'apparente au fan art ou à la fan fiction. La résultante est souvent dénommée « néo-quenya », afin de la différencier de la création authentique de Tolkien.
On en trouve une illustration dans l'adaptation cinématographique Le Seigneur des anneaux de Peter Jackson, qui comporte quelques phrases de ce « néo-quenya » (quelques autres sont directement tirées du roman de Tolkien).
Diverses stratégies sont employées pour pallier les lacunes dans la connaissance du quenya. La flexion est reconstruite par analogie avec les attestations existantes, compte tenu des lois phonétiques du quenya. La syntaxe doit souvent être extrapolée à partir de peu d'exemples, et peut calquer des structures connues dans d'autres langues. Le vocabulaire manquant est étendu par des néologismes créés suivant les processus de dérivation du quenya ou par reconstruction linguistique à partir des autres langues elfiques, ou bien suppléé par des extensions de sens de termes attestés, des périphrases, métaphores et métonymies.
Comme la fanfiction en général, cette pratique est en butte à une série de critiques : il lui est notamment reproché de sélectionner arbitrairement ses sources pour aboutir à une langue artificiellement régularisée, d'amalgamer sans distinction divers états de développement externe, de recourir à des circonvolutions sémantiquement obscures ou peu plausibles, d'introduire des calques des langues pratiquées par les auteurs de ces essais, et dans l'ensemble, d'ignorer J. R. R. Tolkien en tant qu'auteur de ces langues, lequel n'avait pas pour objectif essentiel de les rendre utilisables.
Le quenya est aussi employé, sous des formes grammaticalement simplifiées, lors de jeux de rôle grandeur nature.
Le quenya trouve aussi grande importance dans la série bibliographique "A comme Association", co-écrite par Pierre Bottero et Erik L'Homme. Dans ces romans, les protagonistes utilisent le quenya pour formuler leurs sorts et incantations.